# Anochilia bifida
Anochilia bifida är en skalbaggsart som beskrevs av Olivier 1789. Anochilia bifida ingår i släktet Anochilia och familjen Cetoniidae. Inga underarter finns listade i Catalogue of Life.